# Esthemopsis celina
Esthemopsis celina är en fjärilsart som beskrevs av Bates 1868. Esthemopsis celina ingår i släktet Esthemopsis och familjen Riodinidae. Inga underarter finns listade i Catalogue of Life.